# Danska divizija
Danska divizija (dansko Danske Division; kratica DDIV) je edina aktivna divizija Kraljeve danske kopenske vojske in tako najpomembnejša vojaška enota Danske obrambe (oboroženih sil Danske).

## Zgodovina
Divizija je bila ustanovljena 1. januarja 1997 kot naslednica Jutlanske divizije. Je ena od štirih divizij Multinational Corps Northeast.

## Sestava
Januar 2004
- 1. jutlandska brigada (1.JBDE)

I. oklepno-pehotni bataljon (Prinsens Livregiment)
II. oklepno-pehotni bataljon (Prinsens Livregiment)
I. oklepni bataljon (Jydske Dragonregiment)
3. artilerijski bataljon (Dronningens Artilleriregiment)
- 3. jutlandska brigada (3.JBDE)

III. oklepno-pehotni bataljon (Prinsens Livregiment)
IV. oklepno-pehotni bataljon (Gardehusarregimentet)
V. oklepni bataljon (Gardehusarregimentet)
7. artilerijski bataljon (Dronningens Artilleriregiment)
- 1. zealandska brigada (1.SBDE)

I. oklepno-pehotni bataljon (Den Kongelige Livgarde)
III. oklepno-pehotni bataljon (Den Kongelige Livgarde)
I. oklepni bataljon (Gardehusarregimentet)
1. artilerijski bataljon (Kongens Artilleriregiment)
- Danska divizijska bojna skupina (KG/DDIV)

7. brigadna štabna četa  (Prinsens Livregiment)
V. oklepno-pehotni bataljon (Prinsens Livregiment)
VI. motorizirani pehotni bataljon (Prinsens Livregiment)
7. izvidniški skvadron (Jydske Dragonregiment)
23. artilerijski bataljon (Dronningens Artilleriregiment)
15. Træn bataljon (Trænregimentet)
- Artilerija Danske divizije (DDIVART)

Štab & baterija za pridobivanje tarč
2. artilerijski bataljon (Kongens Artilleriregiment)
23. artilerijski bataljon (Dronningens Artilleriregiment)
24. artilerijski bataljon (Dronningens Artilleriregiment)
18. raketni artilerijski bataljon (Kongens Artilleriregiment)
- Divizijske enote

II. oklepni bataljon (Jydske Dragonregiment)
V. oklepni izvidniški bataljon (Jydske Dragonregiment)
3. inženirski bataljon (Ingeniørregimentet)
3. Træn bataljon (Trænregimentet)
3. telegrafski bataljon (Telegrafregimentet)
14. protiletalski raketni bataljon (Dronningens Artilleriregiment)
Patruljna četa (PTLCOY) (Dansko domobranstvo)
724. eskadrilja, protioklepnahelikopterska četa (Kraljevo dansko vojno letalstvo)
Četa za elektronsko bojevanje (EKKMP) (Telegrafregimentet)
2. četa vojaške policije (Militærpolitiet)
Transportna četa